# Miconia samanensis
Miconia samanensis är en tvåhjärtbladig växtart som beskrevs av Ignatz Urban. Miconia samanensis ingår i släktet Miconia och familjen Melastomataceae. Inga underarter finns listade i Catalogue of Life.